# Хункпапа

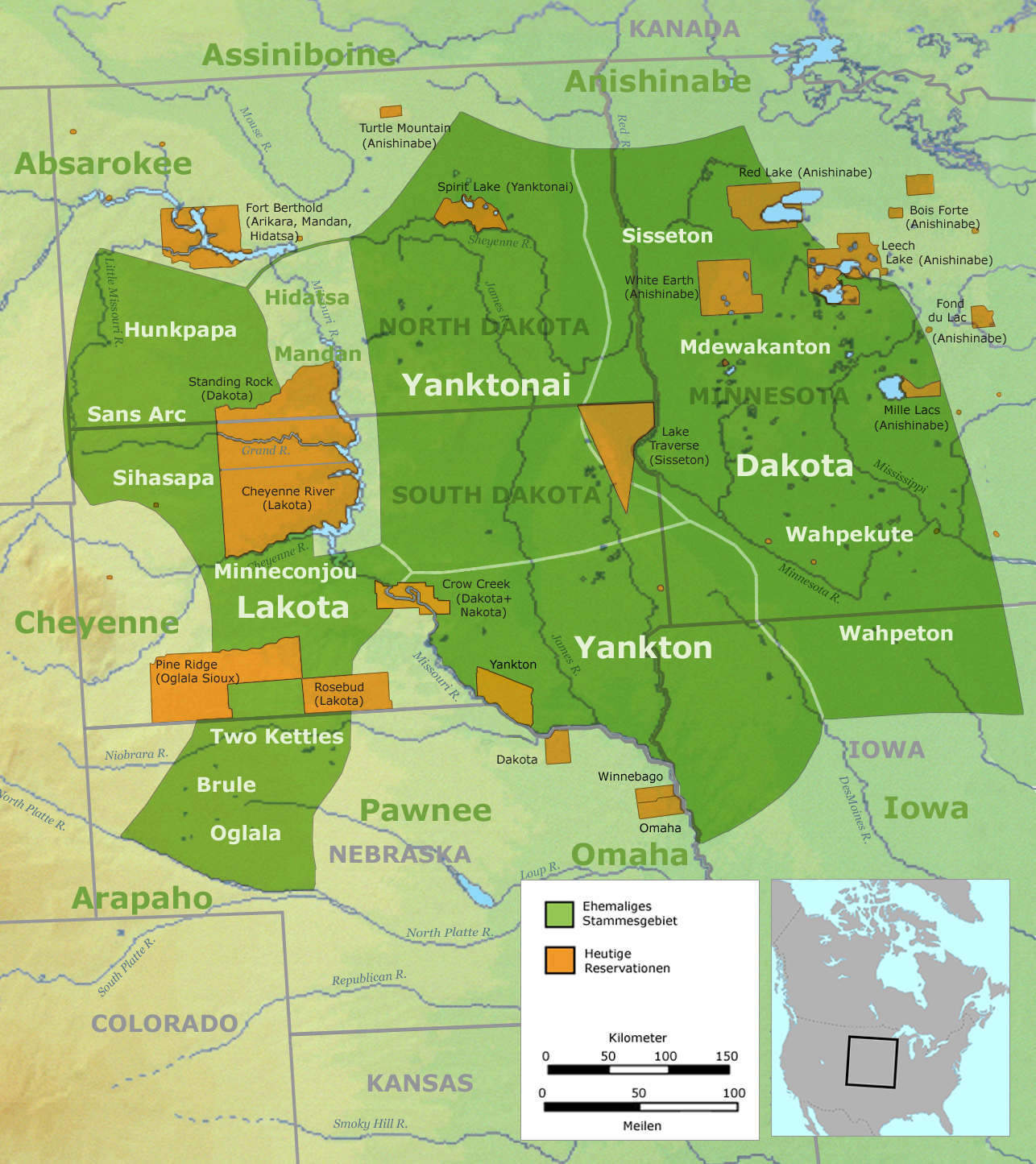
Историческая область расселения хункпапа и соседних племён.

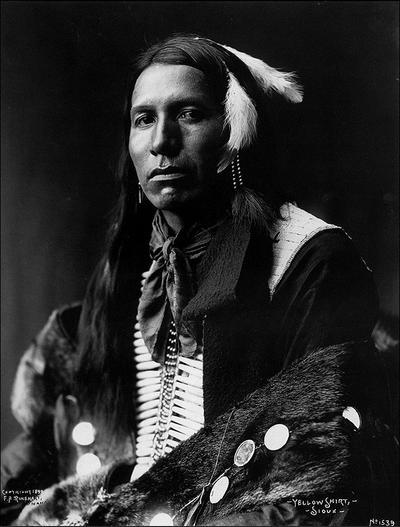
Жёлтая Рубаха, вождь хункпапа, 1898 г.

Хункпа́па, хункпа́па-си́у, хункпа́па-лако́та — индейское племя языковой семьи сиу. Входит в состав народа лакота. Название племени происходит от слова на языке лакота и означает Ставящие типи в оконечностях лагерного круга.

## История
Как отдельное племя хункпапа образовались сравнительно недавно. Первое упоминание о них датируется 1825 годом, когда были подписаны первые договоры между индейцами и правительством США. Совместно с сихасапа и итазипчо они занимали единый район и часто ставили лагеря вместе. 
В отличие от оглала и брюле, хункпапа относились к первым белым людям, которые появлялись в их краях, не столь миролюбиво, а к середине 1850-х годов и вовсе крайне враждебно. В 1864 году произошло первое сражение между хункпапа и армией США. Солдаты, преследуя бежавших санти из Миннессоты после восстания Маленькой Вороны, напали на большой лагерь сиу, в котором находились хункпапа, санти-сиу, сихасапа, итазипчо, миннеконжу и янктонаи. Со стороны индейцев погибло около 30 человек, потери армии составили 5 солдат убитыми и 10 ранеными. Война между хункпапа и американцами продолжалась до конца 1870-х годов. В 1877 году Сидящий Бык и его последователи ушли в Канаду, спасаясь от преследования американской армии. В результате многочисленных попыток властям США удалось убедить Сидящего Быка и его людей вернуться, но некоторые хункпапа остались.
Ныне хункпапа и их потомки проживают в Северной и Южной Дакоте, Монтане, а также в канадской провинции Саскачеван.

## Известные представители
- Сидящий Бык — вождь хункпапа, один из самых известных индейцев Северной Америки
- Желчь — военный вождь хункпапа, один из лидеров индейцев в битве при Литтл-Бигхорн